# Monchy-Humières
Monchy-Humières ist eine französische Gemeinde mit 776 Einwohnern (Stand: 1. Januar 2022) im Département Oise in der Region Hauts-de-France. Sie gehört zum Arrondissement Compiègne und zum Kanton Estrées-Saint-Denis (bis 2015: Kanton Ressons-sur-Matz). 

## Geographie
Monchy-Humières liegt etwa acht Kilometer nordwestlich von Compiègne an der Aronde, die auch die südliche Gemeindegrenze bildet. Umgeben wird Monchy-Humières von den Nachbargemeinden Antheuil-Portes im Norden, Braisnes-sur-Aronde im Osten, Baugy im Süden, Remy im Süden und Südwesten, Montmartin im Südwesten sowie Gournay-sur-Aronde im Westen und Nordwesten.

## Geschichte
Der Ort geht auf das Kloster Monchy zurück.

## Bevölkerungsentwicklung
| Jahr                       | 1962 | 1968 | 1975 | 1982 | 1990 | 1999 | 2006 | 2013 |
| Einwohner                  | 588  | 506  | 505  | 516  | 601  | 592  | 626  | 683  |
| Quellen: Cassini und INSEE |      |      |      |      |      |      |      |      |

## Sehenswürdigkeiten
- Kirche Saint-Martin (siehe auch: Liste der Monuments historiques in Monchy-Humières)